# Црква Рођења Пресвете Богородице у Имљанима
Црква Свете Богородице у Имљанима је храм Српске православне цркве који припада Епархији бањалучкој. Посвећен је рођењу Пресвете Богородице. Храм је подигнут 1881. године, док је освештан 21. септембра 1887. године.